# Championnats du monde juniors de biathlon
Les Championnats du monde juniors de biathlon ont lieu tous les ans depuis leur création en 1967.

## Histoire
De 1967 à 1983, ils sont organisés dans le cadre des Championnats du monde de biathlon, sauf en 1968, 1972, 1976 et 1980, années où les séniors participent aux Jeux olympiques, l'organisation des mondiaux étant alors particulière pour les juniors. Entre 1984 et 1988, ils se déroulent dans le même cadre que les Championnats du monde féminins de biathlon, qui sont organisés séparement des épreuves masculines seniors.
À partir de la réunification des circuits masculin et féminin ainsi que l'introduction des épreuves féminines juniors en 1989 à Voss, les juniors disputent tous les ans les championnats du monde lors d'un évènement qui leur est entièrement consacré. 
Les championnats du monde de la catégorie « Jeunes » (moins de 19 ans) sont disputés depuis 2002, dans le même cadre que la catégorie « juniors ».

## Juniors

### Palmarès

#### Hommes
| Année | Lieu             | Individuel                  | Sprint                           | Poursuite                        | Relais             | Épreuve par équipes              |
| ----- | ---------------- | --------------------------- | -------------------------------- | -------------------------------- | ------------------ | -------------------------------- |
| 1967  | Altenberg        | Tor Svendsberget            | Épreuve inexistante à cette date | Épreuve inexistante à cette date | Pologne            | Épreuve inexistante à cette date |
| 1968  | Luleå            | Tor Svendsberget            | Épreuve inexistante à cette date | Épreuve inexistante à cette date | Union soviétique   | Épreuve inexistante à cette date |
| 1969  | Zakopane         | Alexander Ushakov           | Épreuve inexistante à cette date | Épreuve inexistante à cette date | Union soviétique   | Épreuve inexistante à cette date |
| 1970  | Östersund        | Georgi Buranov              | Épreuve inexistante à cette date | Épreuve inexistante à cette date | Norvège            | Épreuve inexistante à cette date |
| 1971  | Hämeenlinna      | Jan Tshaurs                 | Épreuve inexistante à cette date | Épreuve inexistante à cette date | Union soviétique   | Épreuve inexistante à cette date |
| 1972  | Linthal          | Jan Tshaurs                 | Épreuve inexistante à cette date | Épreuve inexistante à cette date | Pologne            | Épreuve inexistante à cette date |
| 1973  | Lake Placid      | Jan Szpunar                 | Épreuve inexistante à cette date | Épreuve inexistante à cette date | Pologne            | Épreuve inexistante à cette date |
| 1974  | Minsk            | Sergeï Khokhoulia           | Steffen Thierfelder              | Épreuve inexistante à cette date | Finlande           | Épreuve inexistante à cette date |
| 1975  | Antholz          | Andreas Richter             | V. Alexandrov                    | Épreuve inexistante à cette date | Allemagne de l'Est | Épreuve inexistante à cette date |
| 1976  | Minsk            | Nik Provolotski             | Klaus Siebert                    | Épreuve inexistante à cette date | Allemagne de l'Est | Épreuve inexistante à cette date |
| 1977  | Vingrom          | Frank Ullrich               | Sergeï Levinski                  | Épreuve inexistante à cette date | Norvège            | Épreuve inexistante à cette date |
| 1978  | Hochfilzen       | Andreas Hess                | Kjell Søbak                      | Épreuve inexistante à cette date | Allemagne de l'Est | Épreuve inexistante à cette date |
| 1979  | Ruhpolding       | Thomas Klinger              | S. Schuravliyov                  | Épreuve inexistante à cette date | Allemagne de l'Est | Épreuve inexistante à cette date |
| 1980  | Sarajevo         | Peter Angerer               | Bernd Hellmich                   | Épreuve inexistante à cette date | Allemagne de l'Est | Épreuve inexistante à cette date |
| 1981  | Lahti            | Harri Eloranta              | Ralf Göthel                      | Épreuve inexistante à cette date | Allemagne de l'Est | Épreuve inexistante à cette date |
| 1982  | Minsk            | Youri Kachkarov             | Ralf Göthel                      | Épreuve inexistante à cette date | Allemagne de l'Est | Épreuve inexistante à cette date |
| 1983  | Antholz          | Andre Sehmisch              | Youri Kachkarov                  | Épreuve inexistante à cette date | Allemagne de l'Est | Épreuve inexistante à cette date |
| 1984  | Chamonix         | Andre Sehmisch              | Sergeï Antonov                   | Épreuve inexistante à cette date | Union soviétique   | Épreuve inexistante à cette date |
| 1985  | Egg am Etzel     | Jens Steinigen              | Valeri Kirienko                  | Épreuve inexistante à cette date | Allemagne de l'Est | Épreuve inexistante à cette date |
| 1986  | Falun            | Mikael Löfgren              | Birk Anders                      | Épreuve inexistante à cette date | Allemagne de l'Est | Épreuve inexistante à cette date |
| 1987  | Lahti            | Sergeï Tchepikov            | Sergeï Tchepikov                 | Épreuve inexistante à cette date | Union soviétique   | Épreuve inexistante à cette date |
| 1988  | Chamonix         | Mark Kirchner               | Steffen Hoos                     | Épreuve inexistante à cette date | Allemagne de l'Est | Épreuve inexistante à cette date |
| 1989  | Voss             | Viktor Maïgourov            | M. Lohschmidt                    | Épreuve inexistante à cette date | Allemagne          | Allemagne de l'Est               |
| 1990  | Sodankylä        | Evgeni Redkin               | Tord Wiksten                     | Épreuve inexistante à cette date | Allemagne de l'Est | Union soviétique                 |
| 1991  | Galya-tető       | Carsten Heymann             | Jürgen Isenberg                  | Épreuve inexistante à cette date | Allemagne          | -                                |
| 1992  | Canmore          | Franck Perrot               | Rene König                       | Épreuve inexistante à cette date | Allemagne          | Italie                           |
| 1993  | Ruhpolding       | Ole Einar Bjoerndalen       | Ole Einar Bjoerndalen            | Épreuve inexistante à cette date | Russie             | Norvège                          |
| 1994  | Osrblie          | Raphaël Poirée              | Raphaël Poirée                   | Épreuve inexistante à cette date | Biélorussie        | Biélorussie                      |
| 1995  | Andermatt        | Olivier Niogret             | Devis Da Canal                   | Épreuve inexistante à cette date | Allemagne          | Suède                            |
| 1996  | Kontiolahti      | Stefan Hodge                | Andriy Deryzemlya                | Épreuve inexistante à cette date | Allemagne          | Russie                           |
| 1997  | Forni Avoltri    | Erik Lundström              | Jay Hakkinen                     | Épreuve inexistante à cette date | Norvège            | Russie                           |
| 1998  | Valcartier       | Jörn Wollschlaeger          | Andrei Prokunin                  | Épreuve inexistante à cette date | Allemagne          | Norvège                          |
| 1999  | Pokljuka         | Syver Berg-Domaas           | Syver Berg-Domaas                | Syver Berg-Domaas                | Suède              | Épreuve inexistante à cette date |
| 2000  | Hochfilzen       | Fabian Mund                 | Fabian Mund                      | Fabian Mund                      | Allemagne          | Épreuve inexistante à cette date |
| 2001  | Khanty-Mansiïsk  | Vitaly Chernychev           | Andreas Birnbacher               | Andreas Birnbacher               | Allemagne          | Épreuve inexistante à cette date |
| 2002  | Ridnaun          | Simon Eder                  | Mattias Nilsson                  | Michal Šlesingr                  | Allemagne          | Épreuve inexistante à cette date |
| 2003  | Kościelisko      | Jouni Kinnunen              | Michael Rösch                    | Maxim Tchoudov                   | Russie             | Épreuve inexistante à cette date |
| 2004  | Haute Maurienne  | Hansjörg Reuter             | Simon Fourcade                   | Simon Fourcade                   | Allemagne          | Épreuve inexistante à cette date |
| 2005  | Kontiolahti      | Emil Hegle Svendsen         | Emil Hegle Svendsen              | Simon Fourcade                   | Allemagne          | Épreuve inexistante à cette date |
| 2006  | Presque Isle     | Evgeny Ustyugov             | Petr Hradecký                    | Evgeny Ustyugov                  | France             | Épreuve inexistante à cette date |
| 2007  | Martell          | Evgeny Abramenko            | Christoph Stephan                | Christoph Stephan                | Allemagne          | Épreuve inexistante à cette date |
| 2008  | Ruhpolding       | Jean-Guillaume Béatrix      | Anton Shipulin                   | Anton Shipulin                   | Russie             | Épreuve inexistante à cette date |
| 2009  | Canmore          | Manuel Müller               | Lukas Hofer                      | Lukas Hofer                      | Allemagne          | Épreuve inexistante à cette date |
| 2010  | Torsby           | Yann Guigonnet              | Evgeny Petrov                    | Manuel Müller                    | Allemagne          | Épreuve inexistante à cette date |
| 2011  | Nové Město       | Simon Desthieux             | Tom Barth                        | Johannes Kühn                    | Allemagne          | Épreuve inexistante à cette date |
| 2012  | Lahti            | Kurtis Wenzel               | Maxim Tsvetkov                   | Maxim Tsvetkov                   | Norvège            | Épreuve inexistante à cette date |
| 2013  | Obertilliach     | Aleksandr Loguinov          | Aleksandr Loguinov               | Johannes Thingnes Bø             | Norvège            | Épreuve inexistante à cette date |
| 2014  | Presque Isle     | Tore Leren                  | Alexander Povarnitsyn            | Fabien Claude                    | Allemagne          | Épreuve inexistante à cette date |
| 2015  | Minsk            | Aristide Bègue              | Aleksandr Dediukhin              | Eduard Latypov                   | Russie             | Épreuve inexistante à cette date |
| 2016  | Cheile Gradistei | Felix Leitner               | Felix Leitner                    | Sean Doherty                     | Russie             | Épreuve inexistante à cette date |
| 2017  | Brezno-Osrblie   | Sindre Pettersen            | Igor Malinovskii                 | Igor Malinovskii                 | Russie             | Épreuve inexistante à cette date |
| 2018  | Otepää           | Igor Malinovskii            | Vassili Tomshin                  | Sverre Dahlen Aspenes            | Russie             | Épreuve inexistante à cette date |
| 2019  | Brezno-Osrblie   | Martin Bourgeois République | Vebjørn Sørum                    | Vebjørn Sørum                    | Russie             | Épreuve inexistante à cette date |
| 2020  | Lenzerheide      | Max Barchewitz              | Vebjoern Soerum                  | Danilo Riethmüller               | Russie             | Épreuve inexistante à cette date |
| 2021  | Obertilliach     | Philipp Lipowitz            | Émilien Claude                   | Émilien Claude                   | France             | Épreuve inexistante à cette date |
| 2022  | Soldier Hollow   | Jonas Marecek               | Martin Nevland                   | Martin Nevland                   | France             | Épreuve inexistante à cette date |
| 2023  | Chtchoutchinsk   | Benjamin Menz               | Campbell Wright                  | Martin Nevland                   | Norvège            | Épreuve inexistante à cette date |
| Année | Lieu             | Individuel                  | Sprint                           | Mass Start 60                    | Relais             |                                  |
| 2024  | Otepää           | Leonhard Pfund              | Isak Frey                        | Sivert Gerhardsen                | Norvège            |                                  |
| 2025  | Östersund        | Sivert Gerhardsen           | Haavard Tosterud                 | Kasper Kalkenberg                | Norvège            |                                  |

Légende :

 : épreuve inexistante ou ne figurant pas au programme

- : épreuve annulée

#### Femmes
| Année | Lieu             | Individuel            | Sprint                | Poursuite                        | Relais           | Épreuve par équipes              |
| ----- | ---------------- | --------------------- | --------------------- | -------------------------------- | ---------------- | -------------------------------- |
| 1989  | Voss             | Olga Anisimova        | Anna Konzimina        | Épreuve inexistante à cette date | Union soviétique | Union soviétique                 |
| 1990  | Sodankylä        | Elena Melnikova       | Elena Melnikova       | Épreuve inexistante à cette date | Union soviétique | Allemagne                        |
| 1991  | Galya-tető       | Elena Melnikova       | Ann Elen Skjelbreid   | Épreuve inexistante à cette date | Union soviétique | -                                |
| 1992  | Canmore          | Åse Idland            | K. Chruschwitz        | Épreuve inexistante à cette date | Norvège          | Finlande                         |
| 1993  | Ruhpolding       | Elena Chiskina        | Olga Melnik           | Épreuve inexistante à cette date | Norvège          | Finlande                         |
| 1994  | Osrblie          | Martina Zellner       | Olga Melnik           | Épreuve inexistante à cette date | Russie           | Norvège                          |
| 1995  | Andermatt        | Anna Filippova        | Anna Filippova        | Épreuve inexistante à cette date | Russie           | Russie                           |
| 1996  | Kontiolahti      | Andrea Henkel         | Olga Nazarova         | Épreuve inexistante à cette date | Allemagne        | Allemagne                        |
| 1997  | Forni Avoltri    | Tetiana Rud           | Andrea Henkel         | Épreuve inexistante à cette date | Norvège          | Russie                           |
| 1998  | Valcartier       | Simone Denkinger      | Gro Istad-Kristiansen | Épreuve inexistante à cette date | Allemagne        | Russie                           |
| 1999  | Pokljuka         | Sabine Flatscher      | Martina Glagow        | Martina Glagow                   | Allemagne        | Épreuve inexistante à cette date |
| 2000  | Hochfilzen       | Irina Fomina          | Sabrina Buchholz      | Sabrina Buchholz                 | Allemagne        | Épreuve inexistante à cette date |
| 2001  | Khanty-Mansiïsk  | Tatiana Moïsseïeva    | Romy Beer             | Jenny Adler                      | Russie           | Épreuve inexistante à cette date |
| 2002  | Ridnaun          | Nadezhda Kolesnikova  | Kathrin Pfisterer     | Jenny Adler                      | Allemagne        | Épreuve inexistante à cette date |
| 2003  | Kościelisko      | Ute Niziak            | Ludmila Ananko        | Ute Niziak                       | Russie           | Épreuve inexistante à cette date |
| 2004  | Haute Maurienne  | Jenny Adler           | Magdalena Neuner      | Jenny Adler                      | Allemagne        | Épreuve inexistante à cette date |
| 2005  | Kontiolahti      | Anne Preußler         | Magdalena Neuner      | Anna Boulygina                   | Russie           | Épreuve inexistante à cette date |
| 2006  | Presque Isle     | Marion Blondeau       | Carolin Hennecke      | Magdalena Neuner                 | Allemagne        | Épreuve inexistante à cette date |
| 2007  | Martell          | Evgeniya Sedova       | Svetlana Sleptsova    | Svetlana Sleptsova               | Allemagne        | Épreuve inexistante à cette date |
| 2008  | Ruhpolding       | Susann König          | Magdalena Neuner      | Magdalena Neuner                 | Allemagne        | Épreuve inexistante à cette date |
| 2009  | Canmore          | Nicole Wötzel         | Nicole Wötzel         | Miriam Gössner                   | Tchéquie         | Épreuve inexistante à cette date |
| 2010  | Torsby           | Réka Ferencz          | Maren Hammerschmidt   | Sophie Boilley                   | Russie           | Épreuve inexistante à cette date |
| 2011  | Nové Město       | Dorothea Wierer       | Dorothea Wierer       | Dorothea Wierer                  | Russie           | Épreuve inexistante à cette date |
| 2012  | Lahti            | Chardine Sloof        | Elena Ankudinova      | Chardine Sloof                   | Norvège          | Épreuve inexistante à cette date |
| 2013  | Obertilliach     | Laura Dahlmeier       | Laura Dahlmeier       | Olga Podchufarova                | Allemagne        | Épreuve inexistante à cette date |
| 2014  | Presque Isle     | Luise Kummer          | Evgeniya Pavlova      | Galina Vishnevskaya              | Allemagne        | Épreuve inexistante à cette date |
| 2015  | Minsk            | Yuliya Zhuravok       | Lena Arnaud           | Marie Heinrich                   | France           | Épreuve inexistante à cette date |
| 2016  | Cheile Gradistei | Susanna Kurzthaler    | Hanna Öberg           | Hanna Öberg                      | Norvège          | Épreuve inexistante à cette date |
| 2017  | Brezno-Osrblie   | Megan Bankes          | Michela Carrara       | Valeriia Vasnetcova              | Norvège          | Épreuve inexistante à cette date |
| 2018  | Otepää           | Kamila Żuk            | Kamila Żuk            | Markéta Davidová                 | France           | Épreuve inexistante à cette date |
| 2019  | Brezno-Osrblie   | Fanqi Meng            | Ekaterina Bekh        | Ekaterina Bekh                   | France           | Épreuve inexistante à cette date |
| 2020  | Lenzerheide      | Anastasia Khaliullina | Anastasia Shevchenko  | Anastasia Shevchenko             | France           | Épreuve inexistante à cette date |
| 2021  | Obertilliach     | Camille Bened         | Amy Baserga           | Amy Baserga                      | France           | Épreuve inexistante à cette date |
| 2022  | Soldier Hollow   | Lisa Maria Spark      | Tereza Vobornikova    | Tereza Vobornikova               | Italie           | Épreuve inexistante à cette date |
| 2023  | Chtchoutchinsk   | Kaja Zorc             | Selina Grotian        | Selina Grotian                   | Allemagne        | Épreuve inexistante à cette date |
| Année | Lieu             | Individuel            | Sprint                | Mass Start 60                    | Relais           |                                  |
| 2024  | Otepää           | Julia Tannheimer      | Sara Andersson        | Julia Kink                       | Allemagne        |                                  |
| 2025  | Östersund        | Célia Henaff          | Anna Andexer          | Sara Andersson                   | France           |                                  |

Légende :

 : épreuve inexistante ou ne figurant pas au programme

- : épreuve annulée

#### Mixte
| Année | Lieu           | Relais mixte |
| ----- | -------------- | ------------ |
| 2023  | Chtchoutchinsk | Allemagne    |
| 2024  | Otepää         | Norvège      |
| 2025  | Östersund      | Allemagne    |

### Tableau des médailles d'or
| Rang | Nation             | Nombre de titres mondiaux |
| ---- | ------------------ | ------------------------- |
| 1    | Allemagne          | 98                        |
| 2    | Russie             | 59                        |
| 3    | Norvège            | 46                        |
| 4    | Union soviétique   | 32                        |
| 5    | France             | 29                        |
| 6    | Allemagne de l'Est | 27                        |
| 7    | Suède              | 10                        |
| 8    | Italie             | 9                         |
| 9    | Tchéquie           | 7                         |
| 10   | Pologne            | 6                         |
| 11   | Autriche           | 5                         |
| »    | Biélorussie        | 5                         |
| »    | Finlande           | 5                         |
| »    | Ukraine            | 5                         |
| 15   | Canada             | 2                         |
| »    | États-Unis         | 2                         |
| »    | Pays-Bas           | 2                         |
| »    | Suisse             | 2                         |
| 19   | Chine              | 1                         |
| »    | Kazakhstan         | 1                         |
| »    | Roumanie           | 1                         |
| »    | Slovénie           | 1                         |

Mise à jour après les championnats 2025

## Jeunes

### Palmarès

#### Hommes
| Année | Lieu             | Individuel         | Sprint                  | Poursuite            | Relais    |
| ----- | ---------------- | ------------------ | ----------------------- | -------------------- | --------- |
| 2002  | Ridnaun          | Christoph Knie     | Marcel Lorenc           | Andrei Doubassov     | Allemagne |
| 2003  | Kościelisko      | Simon Fourcade     | Andrei Doubassov        | Christoph Knie       | Russie    |
| 2004  | Haute Maurienne  | Pavel Borisov      | Jean-Philippe Leguellec | Emil Hegle Svendsen  | Norvège   |
| 2005  | Kontiolahti      | Victor Vasilyev    | Anders Bratli           | Anders Bratli        | Norvège   |
| 2006  | Presque Isle     | Tarjei Boe         | Arild Akestad           | Arild Akestad        | Russie    |
| 2007  | Martell          | Lukasz Szczurek    | Talgat Golyashov        | Florian Graf         | Autriche  |
| 2008  | Ruhpolding       | Ludwig Ehrhart     | Vladimir Alenishko      | Ludwig Ehrhart       | Allemagne |
| 2009  | Canmore          | Ludwig Ehrhart     | Kurtis Wenzel           | Erlend Bjoentegaard  | France    |
| 2010  | Torsby           | Martin Maier       | Johannes Kühn           | Aleksandr Pechenkin  | Russie    |
| 2011  | Nové Město       | Pavel Hancharou    | Maxim Tsvetkov          | Maxim Tsvetkov       | Russie    |
| 2012  | Lahti            | Aristide Bègue     | Johannes Thingnes Bø    | Johannes Thingnes Bø | France    |
| 2013  | Obertilliach     | Aristide Bègue     | Fabien Claude           | Sean Doherty         | Russie    |
| 2014  | Presque Isle     | Yaroslav Kostyukov | Sean Doherty            | Sean Doherty         | Russie    |
| 2015  | Minsk            | Kirill Streltsov   | Jonas Uglem Mobakken    | Felix Leitner        | Russie    |
| 2016  | Cheile Gradistei | Harald Oeygard     | Igor Malinovskii        | Viacheslav Maleev    | Norvège   |
| 2017  | Brezno-Osrblie   | Leo Grandbois      | Emilien Claude          | Emilien Claude       | Norvège   |
| 2018  | Otepää           | Mikhail Pervushin  | Mikhail Pervushin       | Andrei Viukhin       | Russie    |
| 2019  | Brezno-Osrblie   | Niklas Hartweg     | Alex Cisar              | Alex Cisar           | Allemagne |
| 2020  | Lenzerheide      | Martin Nevland     | Aleksei Kovalev         | Martin Nevland       | Norvège   |
| 2021  | Obertilliach     | Denis Irodov       | Denis Irodov            | Denis Irodov         | Russie    |
| 2022  | Soldier Hollow   | Arttu Heikkinen    | Jakob Kulbin            | Jakub Borgula        | Norvège   |
| 2023  | Chtchoutchinsk   | Jakub Borgula      | Kasper Kalkenberg       | Sivert Gerhardsen    | Tchéquie  |
| Année | Lieu             | Individuel         | Sprint                  | Mass Start 60        | Relais    |
| 2024  | Otepää           | Antonin Guy        | Kasper Kalkenberg       | Kasper Kalkenberg    | Norvège   |
| 2025  | Östersund        | Antonin Guy        | Lukas Tannheimer        | Léo Carlier          | France    |

#### Femmes
| Année | Lieu             | Individuel              | Sprint              | Poursuite                  | Relais      |
| ----- | ---------------- | ----------------------- | ------------------- | -------------------------- | ----------- |
| 2002  | Ridnaun          | Kaja Eckoff             | Xue Dong            | Xue Dong                   | Chine       |
| 2003  | Kościelisko      | Tereza Hlavsova         | Maria Kossinova     | Jouni Kinnunen             | Russie      |
| 2004  | Haute Maurienne  | Marion Blondeau         | Michaela Balatkova  | Inna Mozhevitina           | France      |
| 2005  | Kontiolahti      | Svetlana Sleptsova      | Darya Domracheva    | Darya Domracheva           | France      |
| 2006  | Presque Isle     | Veronika Vitkova        | Olga Vilukhina      | Tamara Baric               | Autriche    |
| 2007  | Martell          | Laure Bosc              | Laure Bosc          | Marie-Laure Brunet         | France      |
| 2008  | Ruhpolding       | Dorothea Wierer         | Maren Hammerschmidt | Maren Hammerschmidt        | Allemagne   |
| 2009  | Canmore          | Yan Zhang               | Olga Iakushova      | Dorothea Wierer            | Russie      |
| 2010  | Torsby           | Olga Iakushova          | Elena Badanina      | Elena Badanina             | Norvège     |
| 2011  | Nové Město       | Thekla Brun-Lie         | Ekaterina Zubova    | Ekaterina Zubova           | Russie      |
| 2012  | Lahti            | Julia Bartolmaes        | Hilde Fenne         | Grete Gaim                 | Ukraine     |
| 2013  | Obertilliach     | Uliana Kaisheva         | Uliana Kaisheva     | Uliana Kaisheva            | Norvège     |
| 2014  | Presque Isle     | Julia Schwaiger         | Lisa Vitozzi        | Lisa Vitozzi               | France      |
| 2015  | Minsk            | Anna Kryvonos           | Darya Blashko       | Ingrid Landmark Tandrevold | Biélorussie |
| 2016  | Cheile Gradistei | Marina Sauter           | Karoline Erdal      | Arina Pantova              | Russie      |
| 2017  | Brezno-Osrblie   | Lou Jeanmonnot          | Irene Lardschneider | Irene Lardschneider        | Russie      |
| 2018  | Otepää           | Elvira Öberg            | Elvira Öberg        | Anastasia Goreeva          | Suède       |
| 2019  | Brezno-Osrblie   | Ukaleq Astri Slettemark | Maren Bakken        | Amy Baserga                | Norvège     |
| 2020  | Lenzerheide      | Lea Meier               | Linda Zingerle      | Anna Gandler               | Norvège     |
| 2021  | Obertilliach     | Jeanne Richard          | Lena Repinc         | Lena Repinc                | France      |
| 2022  | Soldier Hollow   | Sara Andersson          | Maren Kirkeeide     | Selina Grotian             | Italie      |
| 2023  | Chtchoutchinsk   | Julia Kink              | Julia Tannheimer    | Julia Tannheimer           | Allemagne   |
| Année | Lieu             | Individuel              | Sprint              | Mass Start 60              | Relais      |
| 2024  | Otepää           | Alma Siegismund         | Elsa Tänglander     | Oleksandra Merkushyna      | Norvège     |
| 2025  | Östersund        | Ilona Plecháčová        | Martine Skog        | Louise Roguet              | Allemagne   |

#### Mixte
| Année | Lieu           | Relais mixte |
| ----- | -------------- | ------------ |
| 2023  | Chtchoutchinsk | Norvège      |
| 2024  | Otepää         | France       |
| 2025  | Östersund      | Norvège      |

### Tableau des médailles
| Rang | Nation      | Or | Argent | Bronze | Total |
| ---- | ----------- | -- | ------ | ------ | ----- |
| 1    | Russie      | 45 | 30     | 25     | 100   |
| 2    | Norvège     | 28 | 18     | 26     | 72    |
| 3    | France      | 21 | 16     | 19     | 56    |
| 4    | Allemagne   | 13 | 20     | 17     | 50    |
| 5    | Italie      | 7  | 9      | 10     | 26    |
| 6    | Autriche    | 6  | 7      | 7      | 20    |
| 7    | Biélorussie | 5  | 3      | 5      | 13    |
| 8    | Slovénie    | 4  | 5      | 4      | 13    |
| 9    | Chine       | 4  | 1      |        | 5     |
| 10   | Ukraine     | 3  | 11     | 9      | 23    |
| 11   | Canada      | 3  | 6      | 4      | 13    |
| 12   | Suède       | 3  | 4      | 2      | 9     |
| 13   | États-Unis  | 3  | 4      | 1      | 8     |
| 14   | Suisse      | 3  | 1      | 3      | 7     |
| 15   | Tchéquie    | 2  | 8      | 7      | 17    |
| 16   | Finlande    | 1  | 3      | 5      | 9     |
| 17   | Kazakhstan  | 1  | 2      | 3      | 6     |
| 18   | Estonie     | 1  | 2      | 1      | 4     |
| 19   | Pologne     | 1  | 1      | 4      | 6     |
| 20   | Groenland   | 1  |        |        | 1     |
| 21   | Bulgarie    |    | 2      |        | 2     |
| 22   | Danemark    |    | 1      |        | 1     |
| 23   | Slovaquie   |    |        | 2      | 2     |

Mise à jour après les championnats 2020